# Marbäck
Marbäck est une localité de Suède située dans la commune d'Ulricehamn du comté de Västra Götaland. Elle couvre une superficie de 0,63 km2. En 2010, elle compte 474 habitants.